# Sobarocephala soosi
Sobarocephala soosi är en tvåvingeart som beskrevs av Steyskal 1973. Sobarocephala soosi ingår i släktet Sobarocephala och familjen träflugor.
Artens utbredningsområde är Puerto Rico. Inga underarter finns listade i Catalogue of Life.